# بزن بریم پوکویو!
بزن بریم، پوکویو! (انگلیسی: Let's Go Pocoyo) نام یک مجموعهٔ تلویزیونی کارتونی اسپانیایی-بریتانیایی است که ویژه کودکانِ پیش‌دبستانی ساخته شده است و یک اسپین‌آف از مجموعهٔ تلویزیونی پوکویو است.

این مجموعه نخستین بار در سال ۲۰۰۹ میلادی از شبکه‌های TG4 ایرلند و ABC استرالیا پخش شد.